# Niejiaqiao
Niejiaqiao (kinesiska: 聂家桥, 聂家桥乡) är en socken i Kina. Den ligger i provinsen Hunan, i den södra delen av landet, omkring 140 kilometer nordväst om provinshuvudstaden Changsha. Antalet invånare är 17423. Befolkningen består av 8 560 kvinnor och 8 863 män. Barn under 15 år utgör 13,0 %, vuxna 15-64 år 72 %, och äldre över 65 år 13,0 %.
Genomsnittlig årsnederbörd är 1 808 millimeter. Den regnigaste månaden är maj, med i genomsnitt 302 mm nederbörd, och den torraste är december, med 45 mm nederbörd.